# ميخائيل براينت (سياسي)
ميخائيل براينت هو سياسي كندي، ولد في 13 أبريل 1966 في فيكتوريا في كندا. حزبياً، نشط في الحزب الليبرالي في أونتاريو ‏. وقد انتخب عضو برلمان مقاطعة أونتاريو.

## وصلات خارجية
- الموقع الرسمي